# Тимчасова група з дослідження військових аеростатів
Тимчасова група з дослідження військових аеростатів (яп. 臨時軍用気球研究会, りんじぐんようききゅうけんきゅうかい, Рінджі Ґанйо: Кікю: Кенкю: Кай) — військово-дослідницька організація в Японській імперії створена для дослідження і створення нових видів озброєння та військового оснащення пов'язаних з повітроплаванням. Складалась з представників від армії та флоту, Токійського інституту і центральної метеорологічної станції. Діяла з 30 липня 1909 року до квітня 1919, коли її дослідницькі функції були передані Авіаційному відділенню армії, а виробничі — різним армійським арсеналам.

## Історія

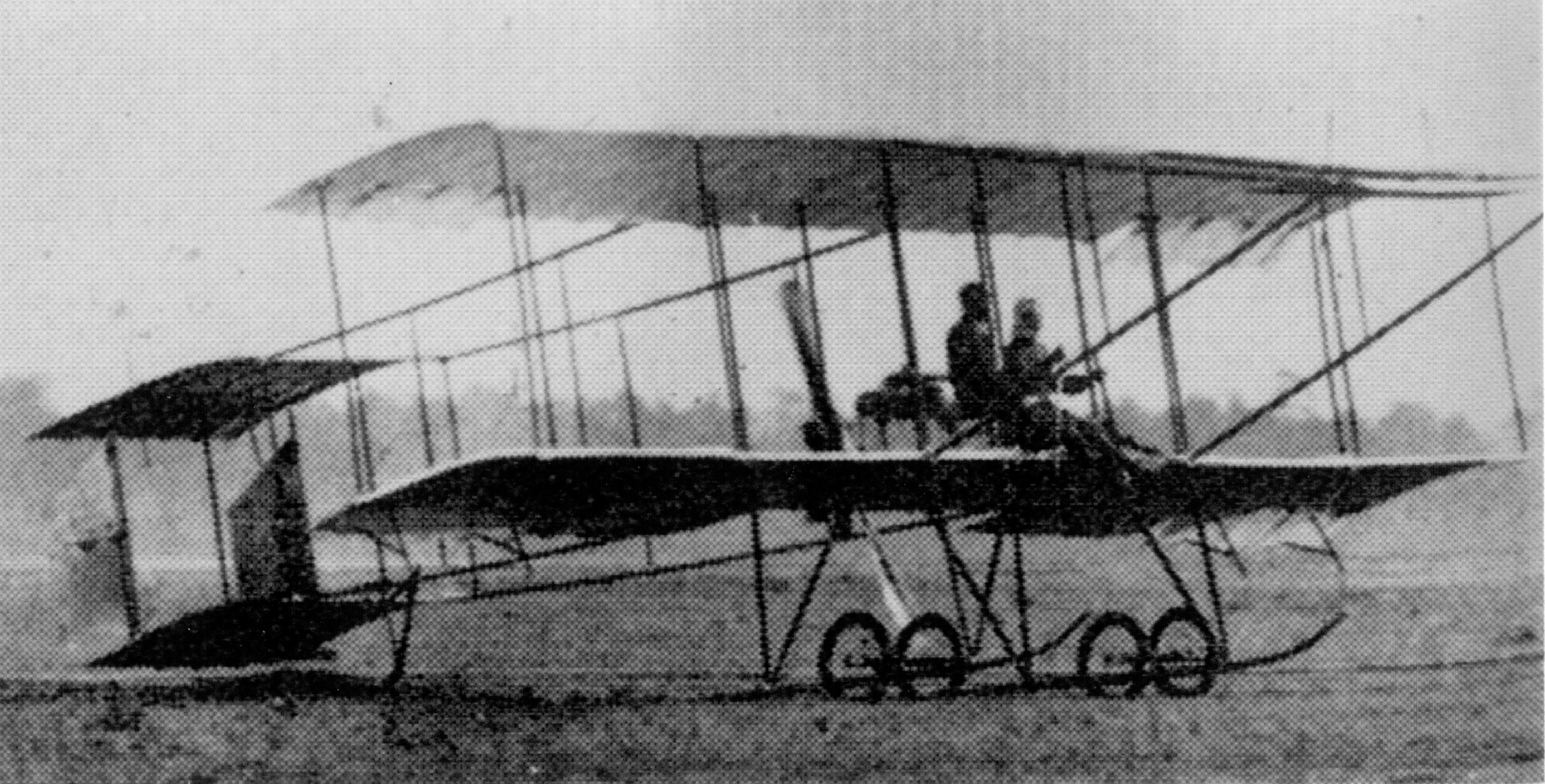
Перший політ Farman III в Японії.

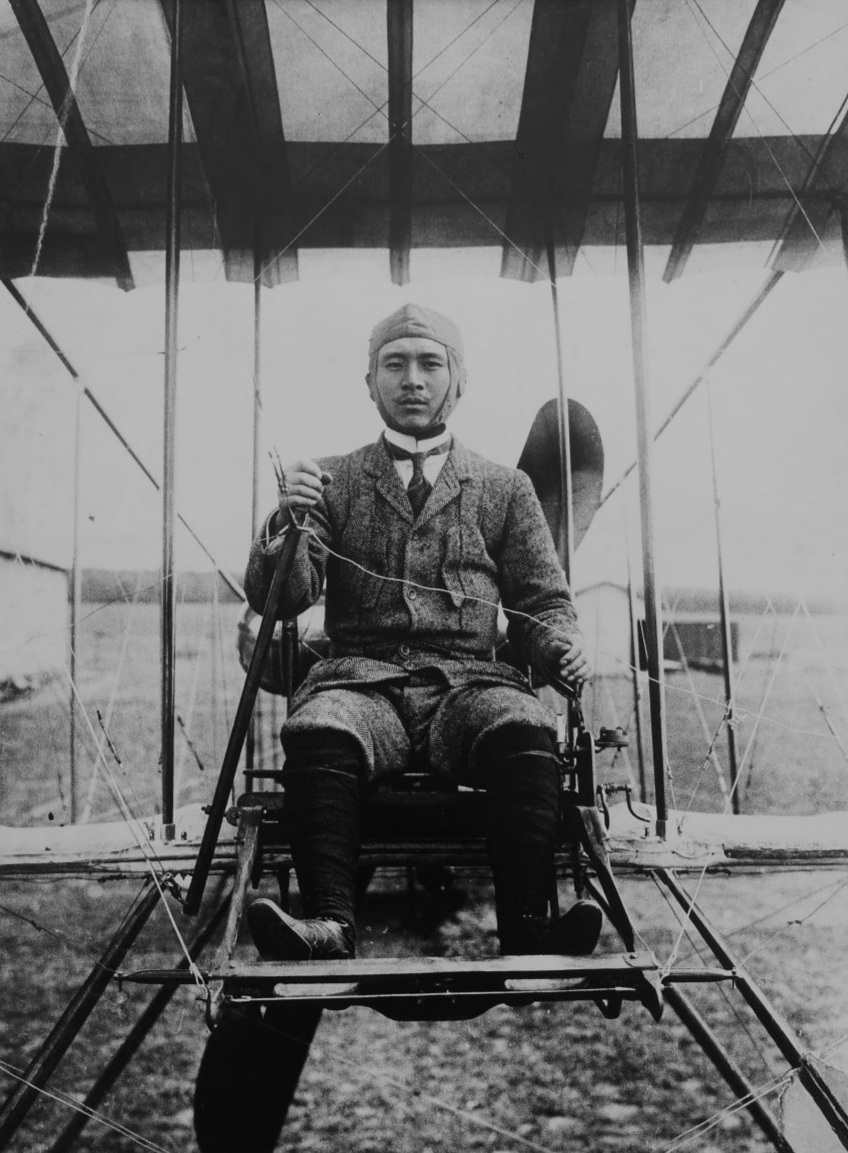
Токуґава Йошітоші за керуванням Farman III

Коли новини про успіхи з повітроплавання в Європі дійшли до Японії вони зацікавили тодішнього міністра армії Терауті Масатаке. 30 липня 1909 року було видано Імператорський наказ № 207 на створення Тимчасової групи з дослідження військових аеростатів в складі армії, а в серпні того ж року Армійське командування визначилось з завданням групи. Першим керівником групи став генерал-лейтенант Ґаіші Наґаока, а сама група розміщувалась в Токородзаві. Не зважаючи на назву, Група приділяла більшу увагу важчим за повітря апаратам, і була єдиною на той час організацією в Японії яка вела дослідженню в цьому напрямку.
В квітні 1910 року Група надіслала капітана Йошітоші Токуґаву в Францію і капітана Кумазо Хіно в Німеччину для навчання на пілотів, а також надала кошти на купівлю літаків. Після навчання Токуґава привіз до Японії біплан Farman III, а Хіно — моноплан Ганса Ґрейда. Після складання літаків їх було вирішено показати публіці в Токіо. 14 грудня 1910 року капітан Хіно випадково пролетів близько 100 метрів на висоті 2 метра коли таксував літак, але це не було зареєстровано як перший політ. Офіційний перший політ здійснив капітан Токуґава в восьмій ранку 19 грудня 1910 року який спостерігали близько 100 тисяч жителів Токіо, через проблеми з двигуном Хіно зміг злетіти тільки ближче до обіду.
В квітні 1911 року в Токородзаві було створено злітну смугу, а група почала розробляти і виготовляти свої літаки, не забуваючи замовляти і іноземні. Зокрема було куплено літаки Blériot XI і німецький Wright Flyer, а також дирижабль Парсеваля.
Хоча Група створювалась як кооперація між армією і флотом, останній майже не використовував дизайни розроблені Групою, доволі швидко створивши свої дослідницькі центри в виробничих арсеналах.
З покращенням створених дизайнів Група почала залучати до виробництва і інших виробників, зокрема Токійський армійський арсенал. Коли кількість літаків в армії зросла постало питання ремонту та обслуговування і до цього залучили Армійський арсенал в Наґої. Масоване виробництво деталей також було почате на інших заводах — двигуни виготовлялись на армійській фабриці в Тікусі, а фюзеляжі на фабриці в Ацута.
В квітні 1919 році Група була розформована, більшість виробництва вже було перенесено на армійські заводи, дизайн передано цивільним виробникам і арсеналам, для навчання пілотів створили Армійські льотні школи, а для координації створили Авіаційне відділення Армії. В Токородзаві заснували льотну школу, а фабрику передано дослідницькому відділенню при цій школі.
Розроблені групою літаки отримували позначення «Кайшікі» (яп. 会式), що можна перекласти, як «літак Групи».